# الدوري الفنزويلي الممتاز 1980
الدوري الفنزويلي الممتاز 1980 هو الموسم 60 من الدوري الفنزويلي الممتاز. كان عدد الأندية المشاركة فيه 11، وفاز فيه إستوديانتس دي ماردة ‏.